# Mandres-les-Roses
Pour les articles homonymes, voir Mandres (homonymie).
Mandres-les-Roses est une commune française située dans le département du Val-de-Marne en région Île-de-France.

## Géographie

### Situation
Mandres-les-Roses est distante de Paris d'environ 25 km, au sud-est de la capitale. Géographiquement, elle appartient au plateau de Brie, vaste plateau bordé par la Marne et la Seine, la côte d'Île-de-France entre Reims et Nogent-sur-Seine, et le rebord oriental du bassin de Paris. C'est une commune dont le territoire est encore aux deux tiers rural. L'altitude moyenne au centre du village est de 90 m et varie entre environ 39 m au niveau de l'Yerres et jusqu'à 97 m en limite avec Santeny. Elle constitue une zone de transition entre la banlieue parisienne urbanisée (Yerres, Brunoy dans l'Essonne ; Boissy-Saint-Léger dans le Val-de-Marne) et les plaines agricoles de Seine-et-Marne.

### Communes limitrophes
| Villecresnes                 |                                | Santeny                 |
| Brunoy (Essonne)             | Mandres-les-Roses              | Servon (Seine-et-Marne) |
| Épinay-sous-Sénart (Essonne) | Boussy-Saint-Antoine (Essonne) | Périgny                 |

### Transports
Mandres-les-Roses est desservie par la ligne 23 du réseau de bus Pays Briard depuis Créteil et Boissy-Saint-Léger, et les lignes C, M et S du réseau de bus Val d'Yerres Val de Seine depuis Brunoy.

### Climat
Pour des articles plus généraux, voir Climat de l'Île-de-France et Climat du Val-de-Marne.
En 2010, le climat de la commune est de type climat océanique dégradé des plaines du Centre et du Nord, selon une étude du CNRS s'appuyant sur une série de données couvrant la période 1971-2000. En 2020, Météo-France publie une typologie des climats de la France métropolitaine dans laquelle la commune est exposée à un climat océanique altéré et est dans la région climatique  Sud-ouest du bassin Parisien, caractérisée par une faible pluviométrie, notamment au printemps (120 à 150 mm) et un hiver froid (3,5 °C). 
Pour la période 1971-2000, la température annuelle moyenne est de 11,3 °C, avec une amplitude thermique annuelle de 15,4 °C. Le cumul annuel moyen de précipitations est de 660 mm, avec 10,6 jours de précipitations en janvier et 7,9 jours en juillet. Pour la période 1991-2020, la température moyenne annuelle observée sur la station météorologique installée sur la commune est de 11,9 °C et le cumul annuel moyen de précipitations est de 698,3 mm,. Pour l'avenir, les paramètres climatiques de la commune estimés pour 2050 selon différents scénarios d'émission de gaz à effet de serre sont consultables sur un site dédié publié par Météo-France en novembre 2022.
| Mois                                  | jan.          | fév.           | mars           | avril       | mai            | juin           | jui.           | août          | sep.        | oct.            | nov.             | déc.             | année     |
| ------------------------------------- | ------------- | -------------- | -------------- | ----------- | -------------- | -------------- | -------------- | ------------- | ----------- | --------------- | ---------------- | ---------------- | --------- |
| Température minimale moyenne (°C)     | 1,8           | 1,6            | 3,8            | 5,8         | 9,6            | 12,7           | 14,5           | 14            | 10,8        | 8,2             | 4,7              | 2,4              | 7,5       |
| Température moyenne (°C)              | 4,5           | 5              | 8,2            | 11          | 14,8           | 18,1           | 20,2           | 20            | 16,3        | 12,4            | 7,8              | 5                | 11,9      |
| Température maximale moyenne (°C)     | 7,2           | 8,6            | 12,7           | 16,4        | 19,9           | 23,5           | 25,9           | 26,1          | 21,8        | 16,6            | 10,9             | 7,5              | 16,4      |
| Record de froid (°C) date du record   | −16 08.01.10  | −13 07.02.1991 | −10,5 01.03.05 | −3 07.04.21 | 0,5 07.05.1997 | 1,8 04.06.1991 | 6,1 04.07.1990 | 6 28.08.1998  | 1 30.09.12  | −3,8 30.10.1997 | −10,4 24.11.1998 | −10,3 29.12.1996 | −16 2010  |
| Record de chaleur (°C) date du record | 16,1 27.01.03 | 22 27.02.19    | 25 31.03.21    | 29 20.04.18 | 33 28.05.17    | 38 22.06.17    | 39,5 31.07.20  | 40,1 06.08.03 | 35 15.09.20 | 29,5 01.10.11   | 23 08.11.15      | 17,3 16.12.1989  | 40,1 2003 |
| Précipitations (mm)                   | 57,2          | 50,9           | 49,8           | 50,6        | 67,4           | 58,6           | 60             | 61,1          | 52,4        | 58              | 61,8             | 70,5             | 698,3     |

## Urbanisme

### Typologie
Au 1er janvier 2024, Mandres-les-Roses est catégorisée grand centre urbain, selon la nouvelle grille communale de densité à sept niveaux définie par l'Insee en 2022.
Elle appartient à l'unité urbaine de Paris, une agglomération inter-départementale regroupant 407  communes, dont elle est une commune de la banlieue,,. Par ailleurs la commune fait partie de l'aire d'attraction de Paris, dont elle est une commune du pôle principal,. Cette aire regroupe 1 929 communes,.

## Toponymie
Du latin tardif mandra, de l,ancien français mandre qui signifie  « étable, bergerie », pluriel de l'oil mandre « parc à moutons, cabane des bergers, cellule d'ermite ». Le terme Mandres viendrait du terme mandre voulant dire « monastère ».

## Histoire

### Préhistoire
Deux  menhirs, désormais détruits, sont attestés sur le territoire de la commune. Le premier, dénommé La Pierre est « dessiné sur le plan Mignon (XVIIIe siècle) à cent mètres environ au nord-ouest de l'église, en bordure du chemin qui s'appelait anciennement chemin du Cailloux ». Le second, appelé le Gros Grès, se dressait anciennement sur la place du monument aux morts de 1914, elle-même appelée Carrefour du Gros Grès.

### Moyen Âge
Mandres apparaît dans un cartulaire de l'abbaye Saint-Martin-des-Champs de Paris en 1117. La donation de l'archidiacre de Brie (chapitre cathédral de Notre-dame de Paris) à l'abbaye de Saint-Martin-des-Champs se situe près du Bois d'Auteuil en limite de Villecresnes. Il semble que le village n'était pas encore constitué, mais se présentait sous forme de deux hameaux de colonisation agricole. Selon Pierre Nicol des ermites installés près de l'église actuelle (cour 1, des Thibault) auraient mis en valeur le coteau de l'Yerres et la plaine des Vinots. Robert de Dreux (fils du roi Louis VI) seigneur de Brie-Comte-Robert, fit édifier la ferme des Tours Grises-les-Roses vers 1145, La conquête des terroirs humides vers Santeny, Servon et Périgny a attiré une population nouvelle installée dans des cours dont les travées regroupaient les maisons des colons et étaient bordées de jardins cultivés.
Le village fut dévasté par la chevauchée anglo-bourguignonne de 1419 (guerre civile entre Armagnacs et Bourguignons), et pratiquement dépeuplé. La reprise économique vers 1450-1460 a redonné vie au village de Mandres-en-Brie. Il est constitué en paroisse vers  1475 en réunissant le Bout-d'en-Bas (possession de la famille Budé) qui était desservi par le curé de Boussy-Saint-Antoine, et le Bout-d'en-Haut (ferme des Tours Grises) qui était desservi par le curé de Villecresnes. Cette création provoqua plusieurs incidents. D'autre part Dreux Budé avait vendu sa seigneurie aux Chartreux, tandis que la ferme des Tours Grises passait dans les mains d'une famille de négociants italiens : les Cenesme.

### Époque moderne
Mandres eut à souffrir des troubles des guerres de religion et de la Fronde. Ravagée et partiellement incendiée en 1652 par les troupes de Charles de Lorraine, quand les troupes royales de Turenne et les Frondeurs du grand Condé « jouaient à cache-cache » entre Villeneuve-Saint-Georges et Meaux, Mandres put rapidement se relever. Les vignerons et la ferme des Tours Grises assuraient l'essentiel de l'activité. De nouveaux commerçants ouvrirent leurs étals dans la grande rue de Monsieur-Saint-Thibault (actuelle rue du Maréchal-Leclerc) auprès du boucher installé là depuis la fin du XVe siècle. Une première activité horticole s'y implanta au XVIIIe siècle.
Le 16 octobre 1774, Monsieur, comte de Provence, frère du roi Louis XVI, futur Louis XVIII, acquit la ferme des Tours Grises. Il l'intégra dans le vaste domaine qu'il avait constitué autour du château de Brunoy et du château de Grosbois (Boissy-Saint-Léger et Villecresnes) pour les plaisirs de la chasse notamment en forêt de Sénart. Monsieur ne mit jamais les pieds à Mandres mais son nom fut retenu pour nommer l'ensemble des bâtiments quand la municipalité s'y installa. L'activité chasseresse de cet aristocrate était vivement contestée par les mandrions. Le premier article du cahier de doléances rédigé en  1789 à l'occasion des États généraux, demande que cesse cette activité et que les pigeons soient enfermés pendant la saison des récoltes.
La ferme et les terres qui y étaient exploitées furent déclarées « bien national » en 1791.

### XIXe–XXesiècles

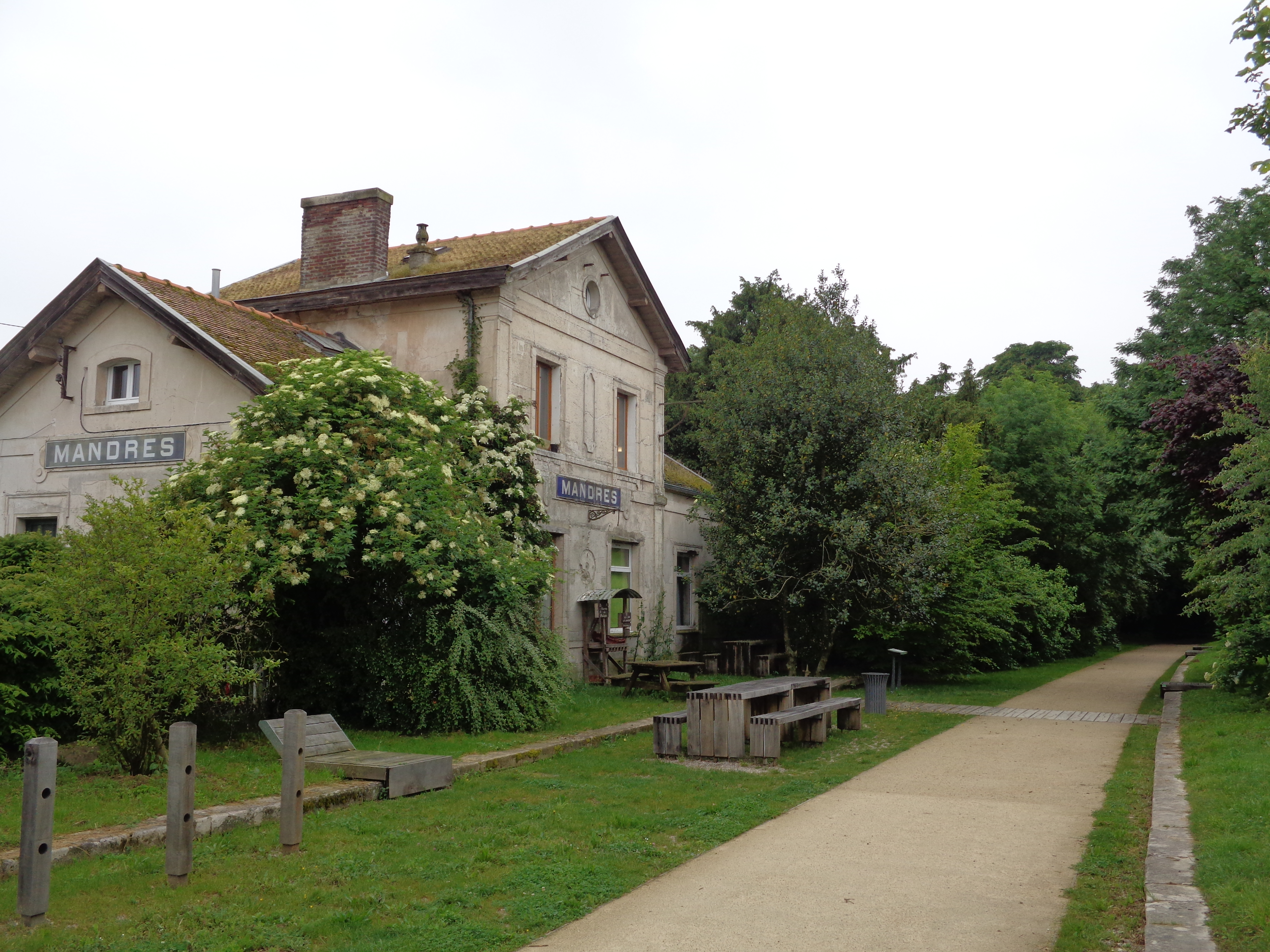
La gare ferroviaire désaffectée de Mandres-les Roses, en 2024. Fermée en 1953, elle est aujourd'hui un logement privé, et l'ancienne voie ferrée (avant-plan) a été transformée en chemin pédestre et cyclable.

Dans les années 1860, des descendants de vignerons (les vignes n'occupaient plus qu'1/5 des superficies couvertes avant 1789) adoptent la culture de la rose en plein champ. Les fleurs coupées sont alors vendues sur le Carreau des Halles de Paris. Un train spécial acheminait marchandises et vendeuses en fin d'après-midi sur la ligne dite de la Bastille, passant par la gare de Mandres (ouverte en 1876, fermée en 1953). Cette ligne avait été prolongée jusqu'à Brie-Comte-Robert en 1875. Cette culture gagnera en extension jusqu'après la Première guerre mondiale.
Pendant la Première Guerre mondiale, le château de madame Jarcy accueille l'Hôpital auxiliaire de la société de secours aux blessés militaires (HASSBM) n°85.
Dans les années 1930 sont implantées les premières serres vitrées et chauffées qui permettent de produire des fleurs sur une saison plus longue. L'activité des rosiéristes sera durement touchée par le renchérissement du fioul en 1974, la concurrence tant interne que hollandaise.
La commune a complété son nom par la fleur cultivée sur ses terres. Un décret du 10 octobre 1958 lui confère le nom qui consacre sa réputation : Mandres-les-Roses.
En 1962, la ferme des Tours Grises est achetée par la SCIC, filiale immobilière de la Caisse des Dépôts et Consignations. Un projet d'urbanisation est conçu pour densifier la plaine de Mandres. Les bâtiments de la ferme sont abandonnés et se dégradent (ainsi fut détruite la ferme d'Épinay-sous-Sénart et furent perdus les plafonds peints par Le Vau au château Lambert de Sucy-en-Brie). En 1975, l'association des Amis de Mandres lance une campagne d'information pour sauver cette ferme briarde typique. Dans un premier temps, les toitures sont réparées. La ferme est définitivement sauvée grâce à l'énergique intervention de Lucien Lanier, ancien préfet du Val-de-Marne, ancien préfet de la région Île-de-France et directeur du cabinet du président de la République : elle est inscrite sur la liste des opérations financées dans le cadre de l'année du Patrimoine en 1980. Sur les terres de culture sont créées deux lotissements à vocation horticole et maraîchère : Rosebrie et Roseval.

## Politique et administration

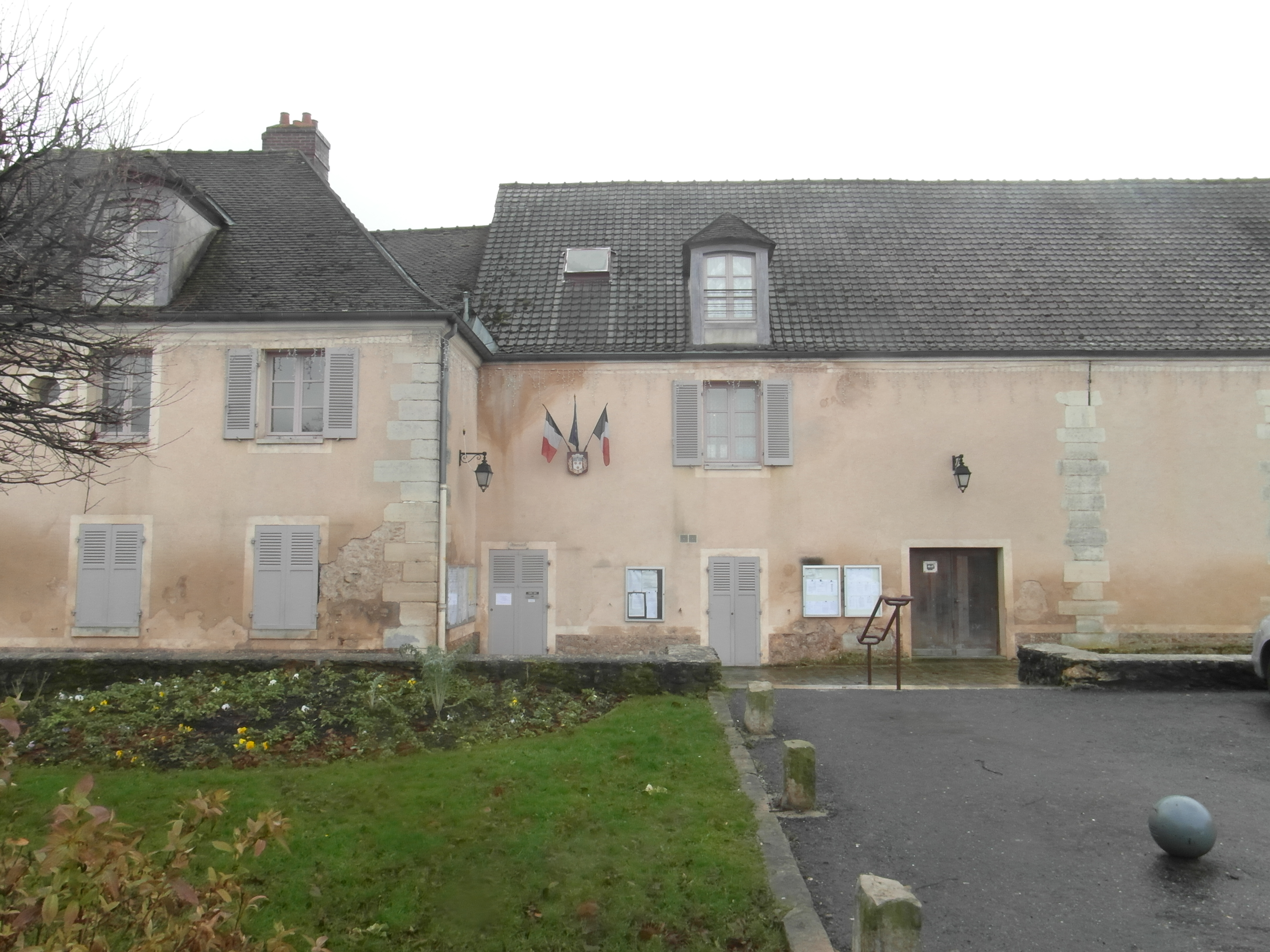
Bâtiment de la mairie.

### Rattachements administratifs et électoraux
Rattachements administratifs
Antérieurement à la loi du 10 juillet 1964, la commune faisait partie du département de Seine-et-Oise. La réorganisation de la région parisienne en 1964 fit que la commune appartient désormais au département du Val-de-Marne et à son arrondissement de Créteil après un transfert administratif effectif au 1er janvier 1968.
Elle faisait partie depuis 1801 du canton de Boissy-Saint-Léger de Seine-et-Oise. Lors de la mise en place des Yvelines, elle intègre en 1967 le canton de Villecresnes. Dans le cadre du redécoupage cantonal de 2014 en France, cette circonscription administrative territoriale a disparu, et le canton n'est plus qu'une circonscription électorale.
Rattachements électoraux
Pour les élections départementales, la commune fait partie depuis 2014 du canton du Plateau briard
Pour l'élection des députés, elle fait partie de la troisième circonscription du Val-de-Marne.

### Intercommunalité
La commune était membre de la communauté de communes du Plateau briard, un établissement public de coopération intercommunale (EPCI) à fiscalité propre créé fin 2002.
Dans le cadre de la mise en œuvre de la volonté gouvernementale de favoriser le développement du centre de l'agglomération parisienne comme pôle mondial est créée, le 1er janvier 2016, la métropole du Grand Paris (MGP), dont la commune est membre.
La loi portant nouvelle organisation territoriale de la République du 7 août 2015 prévoit également la création de nouvelles structures administratives regroupant les communes membres de la métropole, constituées d'ensembles de plus de 300 000 habitants, et dotées de nombreuses compétences, les établissements publics territoriaux (EPT).
La commune a donc également été intégrée le 1er janvier 2016 à l'établissement public territorial Grand Paris Sud Est Avenir, qui succède notamment à la CCPB.

### Tendances politiques et résultats
Lors du premier tour des élections municipales de 2020 dans le Val-de-Marne, la liste conduite par Yves Thoreau (SE) — Premier adjoint du précédent maire Jean-Claude Perrault, qui ne se représentait pas — remporte le scrutin avec 22 voix d'avance sur celle menée par Nathalie Guesdon (SE), avec 639 voix (50,88 % des suffrages exprimés) pour la première, contre 612 voix (49,12 %) pour la seconde, l'abstention s'étant élevée à 58,11 %. Le recours formé par Mme. Gesdon a été rejeté par le tribunal administratif malgré le faible écart des voix obtenues par les deux listes

### Liste des maires
| Période                                  | Période                      | Identité             | Étiquette        | Qualité                                       |
| ---------------------------------------- | ---------------------------- | -------------------- | ---------------- | --------------------------------------------- |
| Les données manquantes sont à compléter. |                              |                      |                  |                                               |
| 1952                                     | mars 1971                    | André Ravier         |                  |                                               |
| mars 1971                                | mars 1983                    | Marcel Boureau       | DVD              |                                               |
| mars 1983                                | mars 2001                    | Alain Traonouez      | RPR              |                                               |
| mars 2001                                | mars 2008                    | Jean-Brice de Bary   | UDF puis MoDem   | Médecin généraliste                           |
| mars 2008                                | mai 2020                     | Jean-Claude Perrault | SE puis UMP → LR |                                               |
| mai 2020 ,                               | En cours (au 6 juillet 2020) | Yves Thoreau         | DVD              | Ancien cadre dirigeant en banque et assurance |

## Population et société

### Démographie
L'évolution du nombre d'habitants est connue à travers les recensements de la population effectués dans la commune depuis 1793. Pour les communes de moins de 10 000 habitants, une enquête de recensement portant sur toute la population est réalisée tous les cinq ans, les populations de référence des années intermédiaires étant quant à elles estimées par interpolation ou extrapolation. Pour la commune, le premier recensement exhaustif entrant dans le cadre du nouveau dispositif a été réalisé en 2005.

En 2022, la commune comptait 4 876 habitants, en évolution de +3,68 % par rapport à 2016 (Val-de-Marne : +3 %, France hors Mayotte : +2,11 %).
| 1793 | 1800 | 1806 | 1821 | 1831 | 1836 | 1841 | 1846 | 1851 |
| ---- | ---- | ---- | ---- | ---- | ---- | ---- | ---- | ---- |
| 501  | 597  | 572  | 593  | 625  | 586  | 609  | 558  | 621  |

| 1856 | 1861 | 1866 | 1872 | 1876 | 1881 | 1886 | 1891 | 1896 |
| ---- | ---- | ---- | ---- | ---- | ---- | ---- | ---- | ---- |
| 653  | 705  | 793  | 785  | 793  | 767  | 762  | 762  | 838  |

| 1901 | 1906 | 1911 | 1921 | 1926 | 1931  | 1936  | 1946  | 1954  |
| ---- | ---- | ---- | ---- | ---- | ----- | ----- | ----- | ----- |
| 878  | 808  | 818  | 855  | 960  | 1 121 | 1 117 | 1 093 | 1 276 |

| 1962  | 1968  | 1975  | 1982  | 1990  | 1999  | 2005  | 2006  | 2010  |
| ----- | ----- | ----- | ----- | ----- | ----- | ----- | ----- | ----- |
| 1 403 | 1 496 | 1 896 | 2 386 | 3 703 | 4 117 | 4 281 | 4 285 | 4 413 |

| 2015  | 2020  | 2022  | - | - | - | - | - | - |
| ----- | ----- | ----- | - | - | - | - | - | - |
| 4 479 | 4 788 | 4 876 | - | - | - | - | - | - |

### Enseignement
Les élèves de Mandres-les-Roses sont rattachés à l'académie de Créteil. La commune possède trois établissements scolaires : l'école maternelle de la Ferme-de-Monsieur, l'école élémentaire Les Charmilles, et le collège Simone Veil.

### Manifestations culturelles et festivités
Du 25 au 28 mai 2017, la ville a accueilli le congrès français d'espéranto.

## Culture locale et patrimoine
La commune est connue pour sa production de roses. Un train qui ne circule plus aujourd'hui les emmenait jusqu'à Paris où elles étaient vendues. Raymond Radiguet évoque ce « train des roses » dans Le diable au corps.

### Lieux et monuments

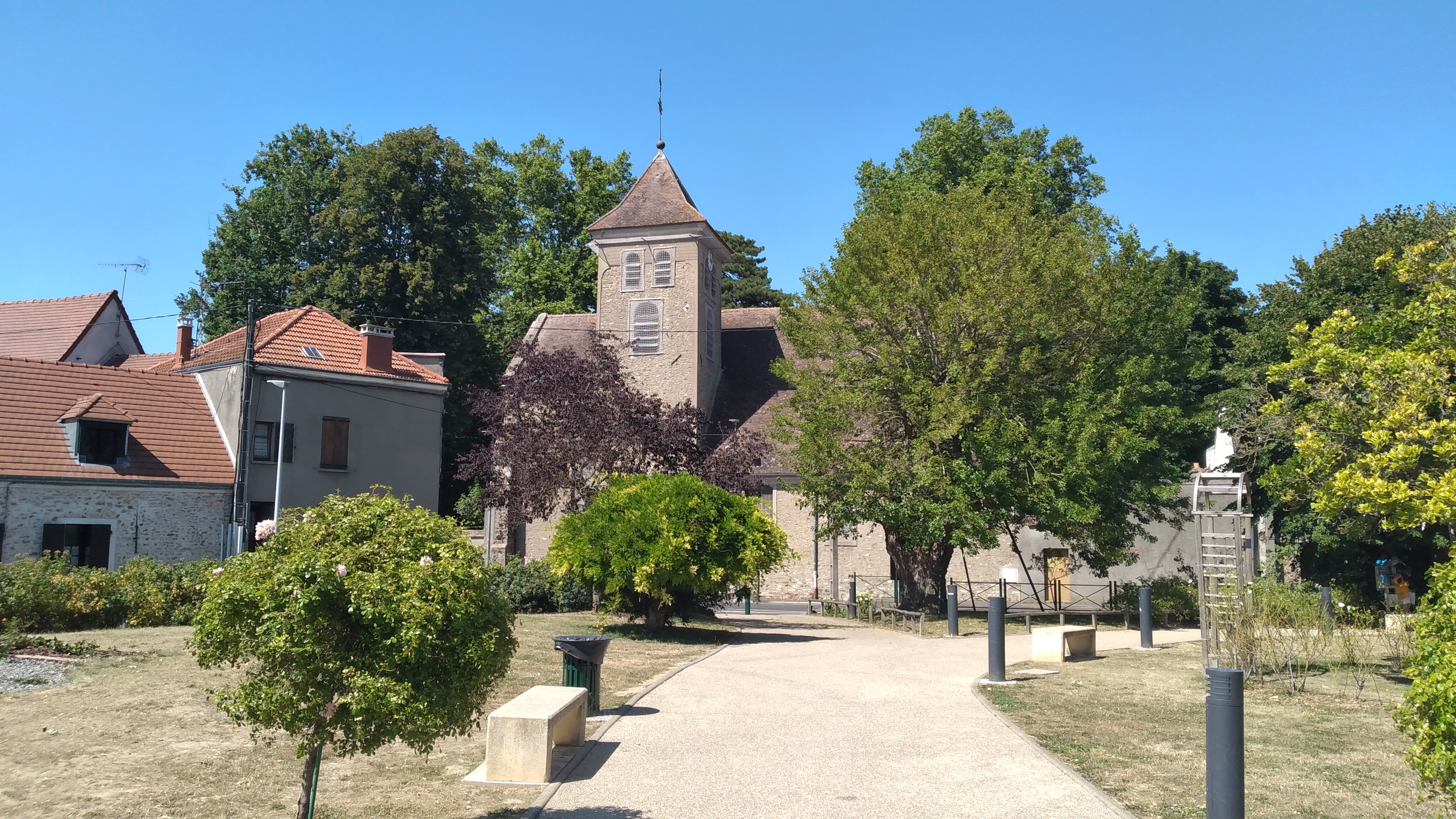
Mûrier quadricentenaire planté par Vincent Meurdrac et église Saint-Thibault de Mandres-les-Roses

- Mûrier quadricentenaire planté par Vincent Meurdrac et église Saint-Thibault de Mandres-les-RosesFerme des Tours Grises dite de Monsieur ;
- Église Saint-Thibault;
- Mûrier du parc des Charmilles planté en 1606 par monsieur de Meurdracq, père de madame de la Guette ;
- Pavillon de l'ancien manoir du Paradis, (Les Charmilles) ;
- Mascaron sculpté (rue Paul-Doumer près Les Charmilles).

### Personnalités liées à la commune
- Madame de La Guette, née Catherine de Meurdracq, est née à Mandres-les-Roses en 1613 et s'y est mariée ; sa sœur Marie Meurdrac y est aussi née.
- Hippolyte Cazeaux (affaire Solar où il fut défendu par l'avocat Tronson du Coudray, plus connu comme défenseur de Marie-Antoinette).
- François Coppée, écrivain, académicien (Académie française), qui y eut sa maison de campagne (La Fraizière).
- Robert Marichal ancien élève de l'École des Chartes, académicien (Académie des Inscriptions et des Belles Lettres).
- Joël Lautier, champion d'échecs.

### Héraldique, logotype et devise
| Armes | Les armes de Mandres-les-Roses se blasonnent ainsi : D'argent aux trois roses de gueules, au chef d'azur chargé d'un monde cerclé et croisé d'or entouré de sept étoiles du même. |